# Wormaldia extensa
Wormaldia extensa är en nattsländeart som beskrevs av Douglas E. Kimmins 1955. Wormaldia extensa ingår i släktet Wormaldia och familjen stengömmenattsländor. Inga underarter finns listade i Catalogue of Life.